# Mental Torment
Mental Torment ist eine 2009 gegründete Death- und Funeral-Doom-Band.

## Geschichte
Sänger Ivan Sokolenko gründete Metal Torment 2009 gemeinsam mit dem Keyboarder Yaroslav Mosiievsky sowie den Gitarristen Anatolii Doroshenko und Mykhailo Chuha. Erste Proben fanden im Herbst 2009 statt, dabei rekrutierten die Gründer von Mental Torment weitere Musiker für erste Live-Auftritte. Die Musiker um die Kerngruppe wechselten derweil stetig. Nach Auftritten mit Gruppen wie Saturnus und Autumnia trat Andrii Avramets als Schlagzeuger, Oleksii Gerasimenko als Bassist und Eugene Yarovoy als Keyboarder der Band bei. In dieser Konstellation spielte die Gruppe ihr Debütalbum On the Verge… ein. Das Album wurde 2013 über Solitude Productions veröffentlicht und international rezipiert. Die internationale Resonanz beurteilte das Album durchschnittlich bis positiv. So heißt es für Evilized.de, dass es der Band „leider an den nötigen Ideen [fehle], um ein Full-Length Werk mit ausreichend Facetten und Spannungsbögen zu kreieren, das den Hörer auch auf Dauer fesseln können.“ Das Album sei „kein wirklich enttäuschender Einstand, da die einzelnen Stücke stellenweise durchaus zu gefallen wissen, doch sollte die Truppe dringend an mehr Variation und eigenen Charakter in ihre Kompositionen einbringen.“ Ähnlich formuliert hieß es in der für Metal.de verfassten Kritik, „leider verfügt das Songwriting über zu wenige Höhepunkte, zu wenige Spitzen, um die Getragenheit des Ganzen zum Gänsehautfaktor werden zu lassen. Damit bleiben unter dem Strich acht nette Death-Doom-/Funeral-Doom-Stücke, die man sich mal anhören kann – aber eben nicht muss. Ein paar mehr Finessen im Songwriting braucht’s da für’s nächste Mal schon.“ Auch weitere Kritiker verwiesen darauf, dass die Band wenig Eigenständigkeit und Mut beweise, bescheinigten der Gruppe jedoch Qualität im bestehenden Genre. Spyros Stasis bezeichnete das Album für das griechische Webzine Metal Temple als „starke erste Veröffentlichung“. Nach einigen Auftritten trennte sich die Gruppe im Jahr 2015, kam jedoch 2019 zu neuen Aufnahmen wieder zusammen.

## Stil
Die von Metal Torment gespielte Musik gilt als Death- und Funeral-Doom mit stilistischer Verwandtschaft zu Saturnus, My Dying Bride, Mourning Beloveth und Officium Triste. Die Musik hebe sich auch kaum von der anderer Bands des Labels Solitude Productions ab.

„Death Doom bekommt man geboten, im Falle von MENTAL TORMENT bewegt der sich allerdings auch oft am Rande zum Funeral Doom. Als besonderes Merkmal der Musik könnte man nennen, dass MENTAL TORMENT versuchen, dank Keyboards die meiste Zeit episch-getragen zu klingen[.]“

## Diskografie
- 2009: Promo Tracks 2009 (Demo, Selbstverlag)
- 2013: On the Verge… (Album, Solitude Productions)